# Obmacziw
Obmacziw (ukr. Обмачів) – wieś na Ukrainie, w obwodzie czernihowskim, w rejonie niżyńskim, w hromadzie Baturyn. W 2022 liczyła około 900 mieszkańców.